# 동양주
동양주(東揚州)는 남북조시대때 설치된 중국의 옛 주 중 하나로, 지금의 저장성, 안후이성 황산시일대를 통치했다.

## 송
454년(유송 문제 효건 원년) 양주의 회계군, 동양군, 신안군, 영가군, 임해군이 동양주로 분리되었다. 이 동양주는 459년(유송 효무제 대명 3년) 폐지되었고, 동양주에 속했던 군은 양주에서 개명된 왕기(王畿)에 속했다. 464년(유송 효무제 대명 8년) 왕기가 폐지되고, 양주가 복치되면서 동양주에 속한 5개 군이 다시 동양주로 분리되었다. 이렇게 재설치된 동양주는 465년(유송 전폐제 영광 원년) 폐지되었다.

## 양
524년(양 무제 보통 5년) 3월, 양주와 강주의 일부 군이 동양주로 분리되었다. 이렇게 설치된 동양주는 556년(양 경제 태평 원년) 3월 폐지되었다.

## 진
562년(진 문제 천가 3년) 6월, 시중(侍中), 중위장군(中衛將軍) 안성왕(安成王) 진진이 양주자사로 임명되었을 때 회계군, 동양군, 임해군, 영가군, 신안군, 신녕군, 진안군, 건안군의 8개군이 동양주로 분리되었다. 동양주 자사는 진진 이전에 양주자사를 임했던 시흥왕 진백무(陳伯茂)가 임명되었고, 그는 진동장군(鎮東將軍), 정북장군(征北將軍), 사공(司空)을 겸했다. 이렇게 설치된 동양주는 진나락 수나라에 정복당한 뒤에 폐지되었다. 동양주가 폐지된 자리에는 오주(吳州), 흡주(歙州), 무주(婺州), 처주(處州), 민주(閩州)가 설치되었다.